# Момчил войвода
Момчил войвода или Момчил юнак, известен и като Севастократор Момчил (на латински: Momchil; на гръцки: Μομ[ι]τζίλος или Μομιτζίλας; * ок. 1305; † 7 юли 1345); в гръцките източници се среща и като Мимитил), е български феодален владетел в Родопите и в Беломорска Тракия. По произход е българин. Известно време е на византийска служба, по-късно - на сръбска, а впоследствие се опитва да се обособи като самостоятелен владетел. Води борба в защита на местното население от турци и византийци, в бой с които и загива. Прочува се с военните си подвизи - известните Влахо-български грамоти го величаят като „непобедимият и изкусен във войната“ Момчил, човек, „...когото храбростта не напускала никога“.

## Биография

### Стратиот във Византия
Първоначално е „хонсар“ (разбойник) сформира чета в граничната област на България в Средногорието, за което е преследван от властите и има сериозни разногласия с роднините си, дотолкова, че около 1335 г. преминава във Византия и постъпва у Андроник III Палеолог (имп. 1325 – 1341), като стратиот. За службата си получава прония. Поразява своите съвременници с физическите си качества. Описван е като толкова висок и снажен, че сякаш е „колкото двама души“, твърди се, че „всички се дивели на величествения му вид“, а турският поет Енвери пише за него: „...приличаше на минаре!“ И във Византия продължава да упражнява разбойничество, този път - насочено срещу българските земи, в което среща съпротива от страна на властите,  опасяващи се от прекратяване по този повод на установения към момента относителен мир с България. Вероятно за да избегне депортиране, Момчил забягва в Сърбия.

### Момчил като сръбски военачалник
При крал Стефан Душан, сформира дружина от 2000 българи и сърби, привлечени от личността му. По думите на Енвери бил прочут „в сръбската страна“. Управлява, според местната легенда, като васал в Пирот и околната българска област. Средновековният Пиротски замък и днес е обозначен на картите като исторически паметник „Момчилов град“.

### В Родопа
През 1343 г. Момчил, заедно с дружината си е привлечен от великия доместик Йоан VI Кантакузин, провъзгласил се за император, за съюзник в Гражданската война във Византия 1341 – 1347. Кантакузин, с когото Момчил вероятно се е запознал в Сърбия, пише, че когато напредвал с войските си към Солун, неочаквано в лагера им дошъл Момчил, начело на малка армия и се поставил в негова услуга. Приблизително по същото време претендентът бил посетен и от делегация на част от родопското население, с предложение за подчинение, в случай че техен предводител стане официално Момчил, ползващ се с голямо влияние и авторитет в района, което той приема. Войводата разполага със сериозни за времето си въоръжени сили. Първоначално има 5000 пехотинци и 300 конници, набирани най-вероятно само от поверената му област Меропа.

### В Беломорието и Родопа
Момчил избира за своя резиденция градчето Ксанти, в подножието на Руян планина, което става известно и под името Царево (поради това, че той го благоустроява и строи там дом, който наподобява царски дворец). Друго важно селище във владенията на Момчил е силната крепост Перитор (Буруград) на северния бряг на лагуната Бистонида (сега - Буруггьол). Отначало васал на Кантакузин, по-късно воеводата става негов враг и макар че донякъде се обвързва с другата византийска партия, - тази на императрица Анна Савойска (майка и регент на Йоан V Палеолог) и военачалника Алексий Апокавк - се стреми да води самостоятелна и в полза на местното население политика, която става причина за последвалите му стълкновения с турците и ромеите.

### Войни с турци и византийци - 1344-1345 г.
Според историка Пламен Павлов е възможно Момчил да се е оженил в течение на този период за знатна българка от Търновското царство (въпреки липсата на потвърждение в изворите, във фолклорните творби бива наричана Рада или Видослава). Тъй като може да се допусне взаимопомощ между цар Иван Александър (1331 – 1371) и воеводата по това време, той отдава това на предполагаемо възникнало помежду им родство, в резултат на брака на Момчил с нея.
Апокавк и Анна Савойска от една страна и Йоан Кантакузин - от друга - са противници във Византийската гражданска война от 1341-1347 г. Като един от най-способните военачалници на Балканите и прославен войн, Момчил е желан съюзник и за всяка една от партиите, поради което те се опитват да го привлекат на своя страна, предлагайки му високи титли. Кантакузин, който поначало е близък с него, но заради жестокостта на турските си съюзници с времето започва да губи подкрепата му, решава го провъзгласил за севастократор – така сякаш му е роден брат - в отговор на обявяването му от неговите съперници за деспот (в смисъл, че има право на значителна самостоятелност, като владетел). Момчил става известен с първата титла, но вероятно се е кичил и се е възползвал и от тежестта на втората. С конницата си от около 4000 души, той участва във войната отначало на страната на Кантакузин, но се отмята от него, в резултат на противоборствата си с останалите му сподвижници. Конкретно конфликтите му са с Йоан Асен, син на Андроник Асен и шурей на Йоан Кантакузин, който е управител на областта Мора – земи, обхващащи Източните Родопи по река Арда и част от земите, включени в днешната Кърджалийска област c крепостта Перперикон, както и c Матей Кантакузин, син на императора. Отделно от това Момчил се старае да се протовопоставя на тактиката на Йоан Кантакузин да си осигурява помощта на турците на Умур бег от бейлика Айдън поощрявайки ги да грабят из Тракия и Родопите. В това той стига дотам, че започва да води напълно самостоятелна политика.. Само номинално все още подчинен в един или друг смисъл на византийците, реално започва война и срещу турците, и срещу тях. Момчил воюва по-нататък непрекъснато и като „превземал градове и села, изглеждал всемогъщ и непобедим“. Присъединява нови части от Беломорието, улеснявяйки с това препитанието на планинските скотовъдци от по-ранните си владения и изгражда собствена армия от местни доброволци. Особено значима е победата им в Битката при Бистонското езеро (Порто Лагос), довела до съкращаване и дори - до ликвидиране на турския флот. Опитът за реванш има обратния резултат - при Гюмюрджина, до развалините на Месина (Мосинопол) Момчил нанася на Йоан Кантакузин тежко поражение. Византийците са разбити и прогонени, а самият император, ранен с меч в главата, едва не бива пленен. Част от хората му не успяват да избегнат тази участ и впоследствие някои по-ценни заложници са изпратени в Константинопол. По този повод на войводата е потвърдено деспотско достойнство, чрез изпращане на съответните инсигнии от Йоан V Палеолог, въпреки че междувременно е водил боеве и с неговите войски.
Неуспехите на Умур и Йоан не спират опитите им за настъпление на север. Резултат от тяхната мобилизация е Битката при крепостта Перитор в 1345 г. Обединените им сили от общо около 20 000 души имат значително надмощие над тези на Момчил - той има възможност да им противопостави най-вече конницата си от 5000 души.   Опитите на воеводата да преговаря за капитулация са отхвърлени и той е заставен да се бие в особено неблагоприятни условия - оказва се невъзможно да се укрепи в Перитор, тъй като жителите не го допускат с войските му вътре в крепостта. Битката е продължителна и ожесточена и на моменти преимуществото е на страната на българите, но накрая те са притиснати до стените на крепостта и заставени да се опитат да се спешат. Там именно загива в последното сражение Момчил, а армията му е победена. 
След победата императорът, в израз на уважението и възхищението си от воеводата, пощадява и освобождава част от неговите войници и ги придава като охрана към братовчеда на Момчил Райко и съпругата на Момчил, които все пак междувременно са намерили приют в твърдината. Жената на севастократора е ескортирана от Райко до границите на Търновското царство, където вероятно е била приета обратно от роднините си, отнасяйки със себе си съкровищницата на Момчил, След това Райко и хората му се изтеглят към вътрешността на Родопите - при крепостта Подвис, известна и като Момчилова крепост и в района на по-късното село Райково  (дн. част от Смолян). Като цяло Меропа е присъединена към земите на императора, а Тракия се утвърждава като прицел на грабителските набези на турците и бойно поле в по-късните междуособици и войни на Балканите.

## Родът на Момчил
Съществуват легенди за потомци на Момчил. За потомци се сочат: българския революционер Стефан Караджа, легендарния последен владетел на Добруджа – Вълко Добруджански и Бинбеловския род, от който е близкият на Карл ХІІ Шведски Маринчо Страшния. Според „Факийското предание“ Момчил има сестра на име Стоянка, приела по-късно монашеското име Ефросина. Стоянка има трима сина – Вълко, Пейо и Нико, които в легендата воюват заедно с Момчил срещу султан Мурад І (чието царуване всъщност започва дълго след смъртта на воеводата - през 1362 г. и продължава до 1389 г.). Освен тях, във войската на Момчил служи и Райко, братовчед на Момчил и Ефросина. При битката около Перитор (Буруград) Райко остава начело с 50 войници в крепостта. След поражението на Момчил, Вълко заедно с братята си продължава да воюва срещу Мурад І, когато след 1362 г. последния започва да атакува южните предели на Българското царство, които те охраняват. След като силите на братята отслабват /към края на 60-те г. на ХІV век/ Нико и Пейчо предлагат на Вълко да приемат предложението на Мурад І да му се подчинят в качеството на васали, срещу което той ще им съхрани за тях и поколенията им земите и привилегиите. Вълко, чул това от Пейчо, отказва предложението и даже убива брат си. Веднага след това с останалата му вярна войска напуска земите си и се отправя на север, където се присъединява към армията на българския деспот Добротица (властвал в периода 1347-1385 г.). Прякора Вълко Добруджански получава, заради служба си при деспот Добротица, в неговите земи, известни като „Добротичеви земи“ или както османците на техния език са произнасяли „Добрудж ели“, „Добруджан“. Продължава военната си служба и при сина му деспот Иванко /Йоанко/ Тертер. Води сражения с османски отряди при техните походи в източните предели на Българското царство. Воюва в Канлъбуджак, Бабадаг и др. Бил е тежко ранен при крепостта Мара, западно от град Тулча. Умира от раните си при Вилково край делтата на Дунав.
- Момчил
- Видослава, съпруга на Момчил (в някои фолклорни произведения е наречена и Рада)
- Стоянка (Ефросина - след замонашаването си), сестра на Момчил
- Пейо, син на Ефросина
- Нико, син на Ефросина
- Вълко Добруджански, син на Ефросина

## Гледни точки за личността на Момчил
Преобладаващата оценка е, че Момчил е български герой, първа жертва в борбата на балканските владетели срещу турското нашествие и неговата безспорна храброст е пример как трябва да се защитава народ и държава.
Има и мнения, които го определят като авантюрист и разбойник, лавиращ в политическата обстановка и следващ собствените си интереси.
Той е продукт на своята епоха, пълна с авантюристи възползващи се от политическата разпокъсаност на Балканите и търсещи мястото си на политическата сцена.

## Момчил като фолклорен герой
Храбростта на Момчил е отразена в летописите и епоса на балканските народи. 
Заради внушителния си вид, борбения си нрав и самонадеяната политика Момчил скоро се превръща във фолклорен герой, закрилник на Родопите, който язди крилат кон, на име Ябучила и има вълшебна сабя.
Една от най-популярните юнашки песни с тема, свързана с Момчил, като митологическа фигура е Женитбата на крал Вълкашин. В нея се разправя как Момчиловата жена Видосава, го предала в ръцете на Вълкашин, който го убил пред собствената му крепост. Когато Вълкашин искал да нахлузи доспехите на Момчил и установил, че са прекалено големи за него, се обърнал към Видосава с думите: „Ти предаде такъв юнак, мен ли няма да предадеш...“, след което я убил и взел за жена сестрата на Момчил – Ефросина От техния брак се родил Крали Марко, един от най-големите фолклорни герои на българи и сърби.
Нито за Видосава, нито за Ефросина (монашеското име на предполагаемата сестра на воеводата) обаче има някакви исторически сведения. Жената на Вълкашин и майка на Марко в историческите източници, както и в някои версии на песента се посочва като Елена, а е известна и като Алена, Евпраксия и Монахиня Ефимия.
Почти документално реалистичен разказ от народния епос е публикуван в изданието „Българската историческа народна песен“ Български Писател, София 1961, където Хр. Васкаралски пише:
| „ | Особено богато е представена драматичната борба на българите с турците при нахлуването им в пределите на българските земи. В този случай е твърде характерна песента за Момчил юнак, известна в Родопския край не в обичайния стил на юнашките песни, както са всички други мотиви за този знаменит български войвода на Родопско през XIV в. Християните биват пленявани от турците. Те бягат, искат да се скрият в „Буруград“ – крепостта на Момчил на брега на Бяло море (при днешния залив Буругьол), Когато той пристига с коня си и поисква от жена си Рада да отключи крепостта, тя в духа на известното и в другите песни вероломство не му отваря. Съкрушен от постъпката на жена си, той се хвърля в морето. | “ |

## В съвременното изкуство
- „Ден последен, ден господен“ е роман на Стоян Загорчинов, в който се описва времето на Момчил войвода и той е един от главните персонажи в романа.
- „Момчил“ е опера на Любомир Пипков, за живота на Момчил войвода. Либретото е написано от Христо Радевски по романа „Ден последен, ден господен“ на Стоян Загорчинов. За първи път е изпълнена в София на 24 септември 1948 г.
- Видният живописец Йоан Левиев рисува монументалното платно „Момчил юнак“.

## Памет
- Връх Момчил, намиращ се на остров Гринуич, Антарктида
- На връх връх Момчил (наричан и връх Свобода) в Родопите е издигната плоча в памет на Момчил войвода.
- На Момчил е кръстен град Момчилград, както и село Момчиловци, хижа Момчил юнак (до с. Славейно) и много различни други обекти.